# Козюля, Евгений Карпович
Козюля Евгений Карпович (бел. Казюля Яўген Карпавіч, род. 18 декабря 1936, Минск, БССР — 26 апреля 2014, Минск, Республика Беларусь) — белорусский фотограф, общественный деятель, преподаватель истории фотографии.

## Биография
Родился 18 декабря 1936 года.
Отец работал инженером-строителем. Когда началась Вторая мировая война, семья фотографа находилась в Ярославле, где отец был в командировке. В начале войны отец ушел на фронт, где и погиб.
В 1944 году семья вернулась в Минск.
В 1950-х годах окончил Минский политехнический техникум, а в начале 1960-х годов проходил военную службу в ГДР. В армии начала активно фотографировать. Его первой фотографией, которую опубликовали, в газете «Знамя юности» была фотография бывшей узницы концлагеря Ревенсбрюк Розы Тельвшан.
После армии работал мастером авторемонтного завода, конструктором в проектном бюро, начальником сектора в институте Белгипроторг.

## Творчество
В 15 лет у Евгения появился фотоаппарат «Комсомолец», на котором он учился снимать. Уже во время учёбы в техникуме все отчеты по практике оформлял маленькими фотографиями.
В 1965 году вступил в члены фотоклуба «Минск». В 1970 избран председателем правления фотоклуба. С 1971 года организовывал межклубные выставки «Фотографика», сделавшими Минск знаковым центром художественной фотографии в Советском союзе в 1970-80-х годах.
В 1975 году стал фотокорреспондентом газеты «Голас Радзімы», а с 1978 года, почти 20 лет работал корреспондентом Белорусского телеграфного агентства (БЕЛТА).
Темами для фотографий стали белорусские пейзажи, весенние разливы Припяти, Полесье, Витебщина, Браславщина, Чернобыль и местные люди.
С начала 1970-х годов совмещает персональную творческую деятельность с организационной работой в клубе, которой посвятил почти пятьдесят лет жизни. Впоследствии клубу было присвоено звание: Народный самодеятельный коллектив им. Евгения Козюли при ГУ « Минскконцерт».
Участник более ста республиканских региональных и международных выставок, которые демонстрировались по городам СССР (Херсон, Львов, Днепропетровск, Москва, Краснодар, Рязань, Одесса, Кишинёв, Шяуляй, Тирасполь, Бельцы и др.) и за рубежом: Польша, Югославия, Германия, Румыния.
Выступал куратором ряда выставок, автором аналитических, критических и проблемных публикаций по фотографии: «Фотографический вестник» (2006), Альманах «Монолог» (2013), проект ZНЯТА, «Минская школа фотографии» Росфото 2014. Интересовался фотографическим наследием, изучением белорусской школы фотографии (Яна Булгака, Моисея Наппельбаума).
Инициатор выставки «Фото со старого альбома». Автор фотоальбома «Хатынь».

## Персональные выставки
- 1973 — «Хатынь»
- 1978 — «Моя Беларусь»
- 1996 — «Вытокі»
- 2000 — «Нёманскі шлях»
- 2004 — «Ад прадзедаў спакон вякоў»
- 2007 — «Скрыжаванні»[7]
- 1999 — «Час цішыні» (В соавторстве с Мареком Далецким (Польша) и Зигвардом Шмитцем (Германия)
- 2011 — «Сцежкі творчасці. Фрагменты»[8][9][10]
- 2014 — «Белорусская фотография»[11] (музейно-выставочный центр РОСФОТО)
- 2015 — «Той, хто змяняе рэальнасць»[12]

## Кураторство
- 2002, 2005, 2006, 2008 — клубная фотовыставка «Крокі» Минск
- 2004 — «Быў месяц ліпень»
- 2007 — «Браславская осень»
- 2007 — «Ад роднай зямлі, ад гоману бароў» (прысвечана Якубу Коласу)[13]
- 2007, 2008 — «Фотофорум-2007/2008»
- 2009 — выставка-реквием «Память» (к 65 годовщине освобождения Беларуси)
- 2008 — «Асветнік з Люцынкі» (прысвечана Дуніну-Марцінкевічу)
- 2009 — «Там, где кончается асфальт…» (фотоклуб «Минск» и photoclub.by)

## Награды
- 1974 — первая премия на фотоконкурсе газеты «Труд»
- 1975 — Медаль Республиканской выставки, посвященной 30-летию победы
- 1975 — Присвоено звание «Почетный член Львовского фотоклуба»
- 1977 — Медаль за … «Хатынь» Выставка «Янтарный край-77» (Литва Шялуяй)
- 1977 — Награждение знаком Всесоюзного центрального совета профессиональных союзов за достижения в фотоискусстве
- 1982 — Присвоение звания «Почетный член фотоклуба „Радуга“» (Могилев)
- 1983 — Медаль межреспубликанской выставки «Янтарный край» (Литва, Шяуляй)
- 1985 — Бронзовая медаль на Всесоюзной выставке посвященной 40-летию победы.
- 1985 — Присвоение звания «Почетный член фотоклуба „Минск“»
- 1989 — Приз союза художников Литвы на выставке «Фотографика − 89»
- 2007 — присвоено звание «Почетный член Белорусского общественного объединения „Фотоискусство“»

## Публичные собрания
Работы фотографа хранятся:
- Национальный музей истории и культуры Беларуси;
- Музей истории города Минска;
- Белорусский государственный архив кино- и фотодокументов (город Дзержинск);
- Музейно-выставочный центр РОСФОТО;
- Фотоклуб «Минск».